# Marc Basnight Bridge
 (décembre 2020).
Le Marc Basnight Bridge est un pont routier américain situé dans le comté de Dare, en Caroline du Nord. Protégé au sein du Cape Hatteras National Seashore, il permet le franchissement de l'Oregon Inlet (en) par la North Carolina Highway 12 en remplacement de l'Herbert C. Bonner Bridge, quant à lui construit en 1962 et démoli après l'ouverture du nouvel ouvrage d'art en 2019. Son nom fait référence à Marc Basnight (en), homme politique.